# Catedral do Sagrado Coração de Casablanca
A Catedral do Sagrado Coração (em árabe: كاتدرائية القلب المقدس ; em francês: Cathédrale du Sacré-Cœur) ou simplesmente Catedral de Casablanca (كاتدرائية الدار البيضاء; Cathédrale de Casablanca) é uma antiga catedral católica marroquina. Construída em 1930 e desenhada por Paul Tournon [fr] em estilo art déco e neogótico, deixou de prestar serviços como igreja em 1956, depois da independência de Marrocos, tendo sido convertida em centro cultural. A sede da diocese mudou-se para a  Catedral de Nossa Senhora da Assunção de Tânger.